# Philodromus corticinus
Philodromus corticinus är en spindelart som först beskrevs av Carl Ludwig Koch 1837.  Philodromus corticinus ingår i släktet Philodromus och familjen snabblöparspindlar. Arten är reproducerande i Sverige. Inga underarter finns listade i Catalogue of Life.